# Boettgeria crispa
Boettgeria crispa е вид охлюв от семейство Clausiliidae. Видът е почти застрашен от изчезване.

## Разпространение и местообитание
Разпространен е в Португалия (Мадейра).
Обитава скалисти райони, гористи местности, долини и плата в райони с умерен климат.

## Описание
Популацията на вида е стабилна.